# Arkadij Czernyszow
Arkadij Iwanowicz Czernyszow (ros. Аркадий Иванович Чернышёв; ur. 16 marca 1914 w Niżnym Nowogrodzie, zm. 17 kwietnia 1992 w Moskwie) – radziecki sportowiec uprawiający piłkę nożną, hokej na lodzie, bandy; trener hokejowy. Zasłużony Mistrz Sportu ZSRR.

## Życiorys
Kariera zawodnicza
Jako piłkarz był zawodnikiem Dinamo Moskwa i Dynama Mińsk w mistrzostwach ZSRR w piłce nożnej. Uprawiał również dyscyplinę bandy. W latach 1946–1948 był jednocześnie piłkarzem w Mińsku i hokeistą w sekcji hokejowej Dinama Moskwa. 22 grudnia 1946 roku był autorem trzeciego gola w mistrzostwach ZSRR w hokeju na lodzie. Dwa miesiące później zdobył pierwsze w historii hokejowe mistrzostwo ZSRR w sezonie 1946/1947 (jego partnerami w drużynie byli zawodnicy tak jak on uprawiający także piłkę nożną i bandy). Do 1948 roku w 16 meczach strzelił 4 gole, po czym zakończył karierę zawodniczą.
Kariera trenerska
Trenerem został już w sezonie 1946/1947 będąc jeszcze zawodnikiem hokejowym. Przez 28 lat był szkoleniowcem drużyny Dinamo Moskwa w latach 1946-1974. Był także selekcjonerem reprezentacji ZSRR (1953-1956, 1960–1961, 1962–1972). Jego asystentem od 1963 roku był Anatolij Tarasow i obaj stworzyli duet trenerski. Był także szkoleniowcem Dinama Ryga. Pod koniec kariery trenerskiej był dyrektorem szkoły Dinamo (1974–1983) i przewodniczącym rady trenerów Federacji Hokeja na Lodzie ZSRR.
Inne informacje
Jego siostra Raisa Czernyszowa (1903-1984) była zasłużoną mistrzynią sportu i zasłużoną trenerką ZSRR w szermierce.
Dla upamiętnienia jego osoby władze powstałej w 2008 roku rosyjskiej ligi hokejowej KHL stworzyły w ramach rozgrywek Dywizję Czernyszowa w Konferencji Wschód.
W setną rocznicę jego urodzin, 16 marca 2014 ustanowiono tablicę pamiątkową na budynku, w którym Czernyszow żył w latach 1942-1992.

## Sukcesy
Zawodnicze piłkarskie
- Złoty medal mistrzostw ZSRR: 1937, 1940
- Puchar ZSRR: 1937

Zawodnicze w bandy
- Złoty medal mistrzostw ZSRR: 1938, 1940, 1941
- Puchar ZSRR: 1937, 1938, 1940, 1941, 1948

Zawodnicze hokejowe
- Złoty medal mistrzostw ZSRR: 1947

Trenerskie hokejowe klubowe z Dinamem Moskwa
- Złoty medal mistrzostw ZSRR: 1947, 1954
- Srebrny medal mistrzostw ZSRR: 1950, 1951, 1959, 1960, 1962, 1963, 1964, 1971, 1972
- Brązowy medal mistrzostw ZSRR: 1948, 1949, 1952, 1953, 1955, 1956, 1957, 1958, 1966, 1967, 1968, 1969, 1974
- Puchar ZSRR: 1953, 1972
- Finalista Pucharu ZSRR: 1955, 1956, 1966, 1969, 1970, 1974

Trenerskie hokejowe z reprezentacją ZSRR
- Złoty medal mistrzostw Świata: 1954, 1956, 1963, 1964, 1965, 1966, 1967, 1968, 1969, 1970, 1971
- Srebrny medal mistrzostw Świata: 1955, 1957
- Brązowy medal mistrzostw Świata: 1961
- Złoty medal igrzysk olimpijskich: 1956, 1964, 1968, 1972
- Brązowy medal igrzysk olimpijskich: 1960
- Złoty medal mistrzostw Europy: 1954, 1955, 1956, 1963, 1964, 1965, 1966, 1967, 1968, 1969, 1970
- Srebrny medal mistrzostw Europy: 1961, 1971

## Odznaczenia i wyróżnienia
- Zasłużony Mistrz Sportu ZSRR: 1948 (jako piłkarz)
- Zasłużony Trener ZSRR: 1956
- Order Czerwonego Sztandaru Pracy: 1957, 1972
- Order „Znak Honoru”: 1965, 1968
- Order Przyjaźni Narodów: 1984
- Galeria Sławy IIHF: 1999 (jako twórca, pośmiertnie)
- Rosyjska Galeria Hokejowej Sławy: 2014 (pośmiertnie)